# Merlijn-trilogie
De Merlijn-trilogie is een driedelige serie fantasyromans geschreven door de Britse schrijfster Mary Stewart. De serie gaat over het leven van de tovenaar Merlijn, uit de legende van Koning Arthur.
De trilogie bestaat uit:
- De kristallen grot (The Crystal Cave) (1970)
- De holle heuvels (The Hollow Hills) (1973)
- De laatste betovering (The Last Enchantment) (1979)